# 小渠异足猛水蚤
小渠异足猛水蚤（学名：Canthocamptus microstaphylinus）为异足猛水蚤科异足猛水蚤属的动物。分布于俄罗斯、丹麦、英国、芬兰、瑞士、德国、法国、捷克斯洛伐克、罗马尼亚、波兰、奥地利以及中国大陆的新疆等地，多生活于池沼沟渠等小型水域中。